# Seversk
Seversk (ruski:Северск) je grad (od 1956.) u Tomskoj oblasti, u Rusiji. Nalazi se na 56°37′N 84°50′E / 56.617°N 84.833°E, na obali rijeke Tom. 
Broj stanovnika: 118.800 (2001.). 
Utemeljen je 1949. godine. Prvo se zvao Pjaty Počtovy (Пя́тый Почто́вый). To je ime nosio do 1954. godine, nakon čega se zvao Tomsk-7 (Томск-7) do 1992. godine. Gradski status je dobio 1956. godine.
Grad je znan i kao Tomsk-7. Kao što je slučaj sa sovjetskim gradovima koji su imali tajne pogone (primjerice: Ozersk znan kao Čeljabinsk-40, Železnogorsk znak kao Atomgrad i kao Krasnojarsk-26, Sarov znan kao Arzamas-16), ime je zapravo broj poštanskog ureda i implicira da je mjesto smješteno na nekoj udaljenosti od grada Tomska (15 km prema sjeverozapadu, u stvari).
U Seversku se nalazi Sibirski kemijski kombinat (Sibhimkombinat), utemeljen 1954. Čine ga nekoliko atomskih reaktora i kemijskih tvornica za izdvajanje, obogaćivanje i reobradu uranija i plutonija. Atomske bojne glave su se ovdje proizvodile i skladištile.
Jedan od najozbiljnijih nesreća s atomskim materijalom u Sibirskom kemijskom kombinatu se dogodio 6. travnja 1993. godine., kada je spremnik koji je sadržavao visoko radioaktivnu soluciju eksplodirao.

## Vanjske poveznice
- Službene stranice grada Severska  Arhivirana inačica izvorne stranice od 5. veljače 2008. (Wayback Machine) (na ruskom i na engleskom jeziku)
- Stranica Sibirskog kemijskog kombinata (na ruskome jeziku)  Arhivirana inačica izvorne stranice od 7. ožujka 2005. (Wayback Machine)
- Tomsk-7 na stranici globalsecurity.org